# Nelson Ayres
Nelson Ayres (* 14. Januar 1947 in São Paulo als Nelson Luís Ayres de Almeida Freitas) ist ein brasilianischer Pianist und Komponist, der mit amerikanischen Jazzmusikern und Künstlern der Música Popular Brasileira aufgetreten ist.

## Leben und Wirken
Ayres, Sohn einer Pianistin, begann mit fünf Jahren Akkordeon zu spielen. Mit zwölf Jahren begann er am Konservatorium von São Paulo mit Klavierunterricht. Von 1959 bis 1962 hatte er Unterricht bei Paul Ursbach. Er war auch Schüler von Luís Schiavo (1963–1965) und Conrad Bernhard (1966–1967). 1961 wurde er Mitglied der São Paulo Dixieland Band, der er bis 1968 angehörte und mit der 1963 ein Album einspielte. 1967 wurde er Begleiter des Gesangstrios Os Três Morais und nahm im selben Jahr preisgekrönte Werbesoundtracks auf. 1968 begann er für Sänger zu arrangieren und war musikalischer Leiter des Theaterstücks Chiclete com Banana (Regie Augusto Boal). 1969 ging er in die USA, um an der Berklee School of Music Klavier bei Margareth Chaloff und Komposition bei John Adams zu studieren. In den USA begleitete er auch Astrud Gilberto und trat in der Band von Airto Moreira auf (Album Free).
Nach seiner Rückkehr aus Boston gründete Ayres seine Nelson Ayres Big Band, die von 1973 bis 1981 aktiv war. Gleichzeitig begann er an der Fundação das Artes de São Caetano zu unterrichten, wobei er mehrere Mitglieder seiner späteren Banda Mantiqueira kennen lernte. Sein Arrangement für „Como um Ladrão“ mit dem Sänger Carlinhos Vergueiro gewann den ersten Platz beim Festival Abertura (Globo Network, São Paulo). 1979 nahm er sein Debütalbum unter eigenem Namen auf, auf dem „Projeto de Jingle“ von Osvaldinho do Acordeon neu aufgenommen wurde. Im selben Jahr organisierte er das Festival de Jazz de São Paulo, wo er auch auftrat. Zwei Jahre später veröffentlichte er Mantiqueira (Som da Gente). Auch trat er im Trio mit Rodolfo Stroeter (Bass) und Azael Rodrigues (Schlagzeug) auf. Aus dieser Zusammenarbeit entstand die Banda Pau Brasil, mit der er drei Alben aufnahm und mehrmals durch Europa und Japan tourte.
1985 wurde Ayres von César Camargo Mariano als zweiter Keyboarder in sein Duo Prisma eingeladen, das zwei Jahre lang überall in Brasilien konzertierte. Weiterhin kam es zur Zusammenarbeit mit Dizzy Gillespie, Benny Carter, Nina Simone, Milton Nascimento, Chico Buarque, Dori Caymmi und Nana Caymmi. Seit 1992 war er auch als Arrangeur und Dirigent des Orquestra Jazz Sinfônica tätig. 2004 wurde sein Perto do Coracao von der Kritik gelobt. Als Arrangeur und Dirigent war er zudem für Annie Haslam, Tom Zé, Sergio Santos und Spokfrevo Orquestra tätig. 2017 nahm er mit John Surman und Rob Waring das Album Invisible Threads auf.
Als musikalischer Leiter, Komponist und Arrangeur von Theatermusiken und Balletten (z. B. Cidadão Corpo von Ivaldo Bertazzo) wurde er mehrfach ausgezeichnet.

## Diskographische Hinweise
- Mantiqueira (1981)
- Nelson Ayres, Márcio Montarroyos, Nivaldo Ornelas & Toninho Horta Concerto Planeta Terra (1989)
- Arranjadores (1997)
- O piano e o blues
- Princípios de improvisação
- Projeto memória brasileira
- Perto do coração (Atração Fonográfica 2003)
- Francis Hime / Nelson Ayres Concerto para violão e Concertino para percurssão
- Nelson Ayres e Ricardo Herz Duo (2017)